# Focuri
Focuri is een Roemeense gemeente in het district Iași.
Focuri telt 3914 inwoners.